# Paranja
Paranja er en traditionel centralasiatisk kåbe båret af kvinder og piger, og som dækker hovedet og kroppen. Den del, der dækker ansigtet er kendt som chachvan, som er tung fordi den er lavet af hestehår. Den er især udbredt blandt usbekere og tadsjikker.
Oktoberrevolutionen tilskyndede frigørelsen af kvinden og forsøgte at begrænse eller forbyde slør og Paranja.